# Bavory
Bavory är en ort i Tjeckien.   Den ligger i regionen Södra Mähren, i den sydöstra delen av landet, 210 km sydost om huvudstaden Prag. Bavory ligger 228 meter över havet och antalet invånare är 398.
Terrängen runt Bavory är platt åt sydväst, men åt nordost är den kuperad.Runt Bavory är det ganska tätbefolkat, med 56 invånare per kvadratkilometer. Närmaste större samhälle är Mikulov, 3,4 km söder om Bavory. Trakten runt Bavory består till största delen av jordbruksmark.